# (5529) Perry
(5529) Perry es un asteroide perteneciente al cinturón de asteroides descubierto el 24 de septiembre de 1960 por Cornelis Johannes van Houten en conjunto a su esposa también astrónoma Ingrid van Houten-Groeneveld y el astrónomo Tom Gehrels desde el Observatorio del Monte Palomar, Estados Unidos.

## Designación y nombre
Designado provisionalmente como 2557 P-L. Fue nombrado Perry en honor a Marcus Perry y su trabajo en el programa Spacewatch.

## Características orbitales
Perry está situado a una distancia media del Sol de 2,273 ua, pudiendo alejarse hasta 2,662 ua y acercarse hasta 1,884 ua. Su excentricidad es 0,170 y la inclinación orbital 4,803 grados. Emplea 1252,17 días en completar una órbita alrededor del Sol.

## Características físicas
La magnitud absoluta de Perry es 14. Tiene 3,58 km de diámetro y su albedo se estima en 0,66. 